# تيجمانشو دهوليا
تيجمانشو دهوليا هو منتج أفلام ومؤلف ومدير التصوير ‏ وكاتب سيناريو ومخرج وممثل هندي، ولد في 3 يوليو 1967 في الهند.

## أعمال

### أفلام
- (2015) مانجي - رجل الجبل

## وصلات خارجية
- تيجمانشو دهوليا على موقع IMDb (الإنجليزية)
- تيجمانشو دهوليا على موقع روتن توميتوز (الإنجليزية)
- تيجمانشو دهوليا على موقع ألو سيني (الفرنسية)
- تيجمانشو دهوليا على موقع أول موفي (الإنجليزية)
- تيجمانشو دهوليا على موقع ديسكوغز (الإنجليزية)
- تيجمانشو دهوليا على موقع قاعدة بيانات الفيلم (الإنجليزية)
- تيجمانشو دهوليا على موقع كينوبويسك (الروسية)